# Ытыккуульвеем
Ытыккуульве́ем (Ыттыкуульве́ем, Этыукуульвеем) — река на Дальнем Востоке России. Протекает по территории Чаунского района Чукотского автономного округа. Длина реки — 26 км.
Название в переводе с чукот. Ыттыкуульвээм — «река с мочевидной водой».
Река протекает по преимущественно болотистой части территории Чаунской низменности, впадает в общее гирло с рекой Тъэюкууль в Восточно-Сибирское море. Имеет несколько притоков, крупнейший — Пинейвеем (имеющий почти вдвое бо́льшую длину), а также Тень, Перевальный, и несколько безымянных ручьёв.